# Nina Starr Braunwald
Nina Starr Braunwald (1928 - 1992) est une chirurgienne cardiaque américaine, considérée comme une pionnière dans le domaine de la chirurgie des valves cardiaques. Elle fut également l'une des premières femmes au monde à exercer la chirurgie cardiaque.

## Biographie
Nina Starr est née le 2 mars 1928 à New York, dans l'arrondissement de Brooklyn, de Mary et Morris C. Starr. Son père médecin l'a encouragée à réaliser des études médicales. En 1952, elle a commencé son internat à l'hôpital Bellevue de New York. Elle en est plus tard devenue la première femme à pratiquer la chirurgie générale. Cette même année, Nina Starr a épousé Eugene Braunwald, un interne de cardiologie. Le couple a eu 3 filles : Karen, Allison et Jill. Nina Starr est morte le 5 août 1992.

## Carrière chirurgicale
En 1958, Nina Starr Braunwald a commencé l'apprentissage de la chirurgie cardiaque auprès d'Andrew Morrow, à Bethesda dans le Maryland. 
Nina Starr Braunwald a conçu et implanté en 1960 la première valve mitrale prothétique. Cette prothèse, appelée valve de Braunwald-Morrow, a des feuillets de polyuréthane et des cordage de Teflon. La génération suivante de valves, la valve de Braunwald-Cutter, a été implantée à des milliers de patients de 1971 à 1979 en traitement de l'insuffisance mitrale,. Nina Starr Braunwald a également participé à la conception des prothèses d'allogreffes aortiques stentées et au développement des endartériectomies de l'artère pulmonaire pour maladie thrombo-embolique chronique. Elle a aussi créé des techniques innovantes pour prévenir la formation de thrombus lorsqu'une assistance circulatoire est utilisée chez un patient porteur de prothèse valvulaire cardiaque.
En 1963, elle est devenue la première américaine certifiée par l'American Board of Thoracic Surgery.
En 1968, Nina Starr Braunwald a rejoint l'université de San Diego en Californie. Elle y a créé la filière de formation de chirurgie cardiaque. En 1972, elle a été la première chirurgienne à rejoindre l'université d'Harvard. Le sexisme institutionnel a toutefois limité l'évolution de sa carrière ; Nina Starr Braunwald n'a ainsi jamais été nommée professeur,. 